# فأر المسك

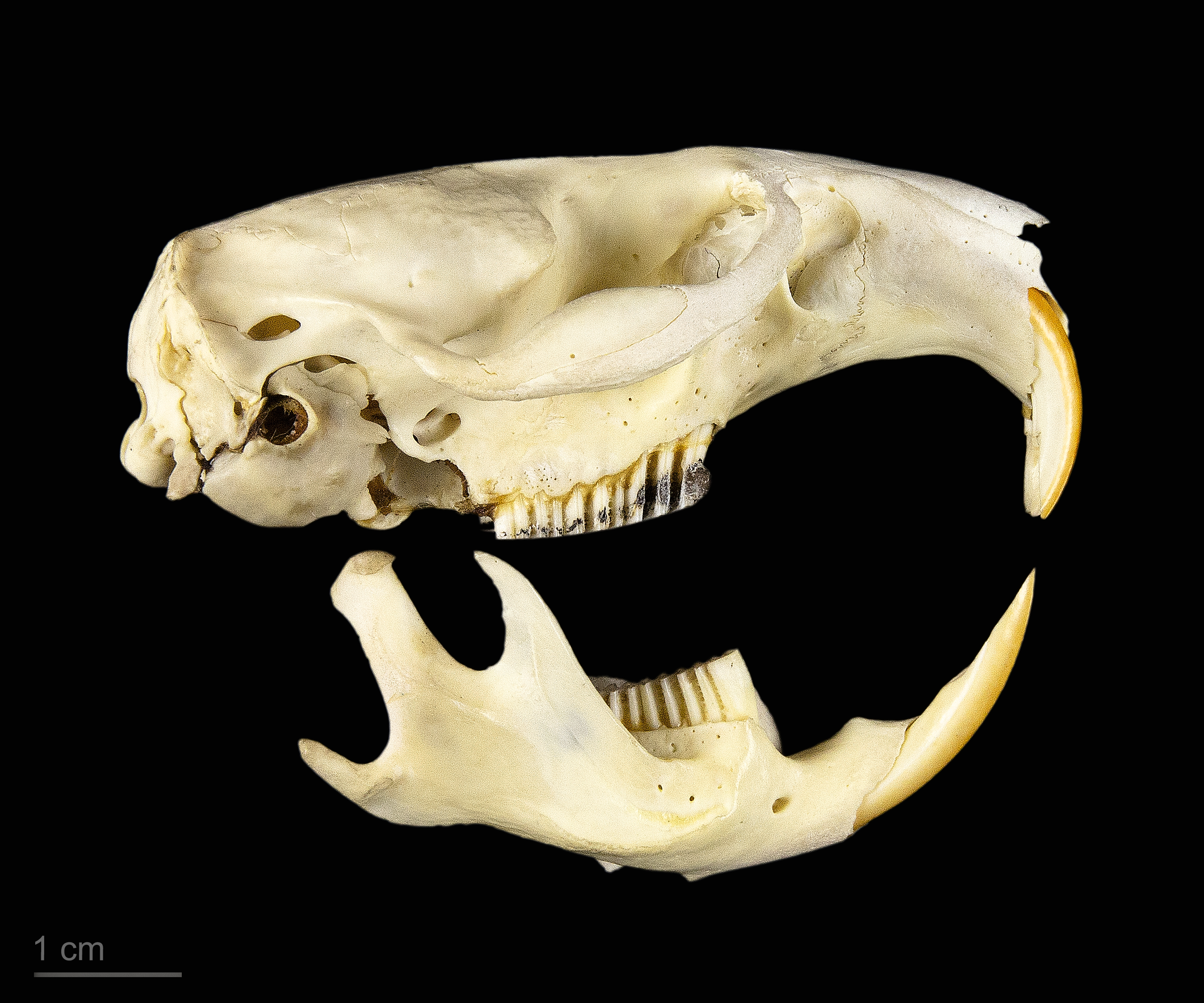
Ondatra zibethicus

فأر المسك هو فأر يُعرف عالميًا باسم (بالإنجليزية: Muskrat)‏
يُفضل هذا الحيوان قضاء أغلب وقته في الماء فأقدامه الخلفية مزودة بأغشية جلدية تصل ما بين الأصابع لتمكنه من السباحة بمهارة ويعمل ذيله عمل الدفة لتحديد الاتجاه. بالإضافة إلى هذا فهو بنّاء ماهر يبني بيته على ضفاف المياه الجارية ويجعل مدخله تحت الماء ويجعل للجحر نفقاً يقود إلى جحره فوق سطح الماء وعندما يتجمد الماء في الشتاء يبني في الثلج جحراً مغطى من الأعلى بالقصب على القبة مما يساعده على التنفس وأكل الطعام الذي يجده تحت الماء.
يعيش هذا الفأر في المستنقعات وفي المياه الراكدة وينتشر في أمريكا الشمالية وهو يتغذى على أي نبات ينبت بالماء ويأكل الحيوانات اللينة من حيوانات الماء له فروة بنية اللون تميل إلى الحمرة وهو دافئ ولا يتبلل بالماء طول جسم الفأر قدم واحد وطول ذيله عشر بوصات وهو ذيل عجيب فهو ليس ذا شعر وانما ذو قشور وهو مفلطح وهو بسبب ذلك يعمل في الماء كمجداف توجد غدتان تحت الذيل تفرزان ما يعطي رائحة المسك ويعتبر فرو هذا الفأر من أغلى الفراء فأرة المسك ويعرف عالمياً باسم musk in Pods ومستخلصاً على هيئة حبيبات ويعرف باسم musk in grain ولون المسك داخل هذا الكيس أسود وهو غال جدا يقوم تجار العطور بإضافة بعض المواد عليه وخلطه بها وتستخدم هذه الالفاض الأجنبية لأنها ألفاظ التجارة العالمية.

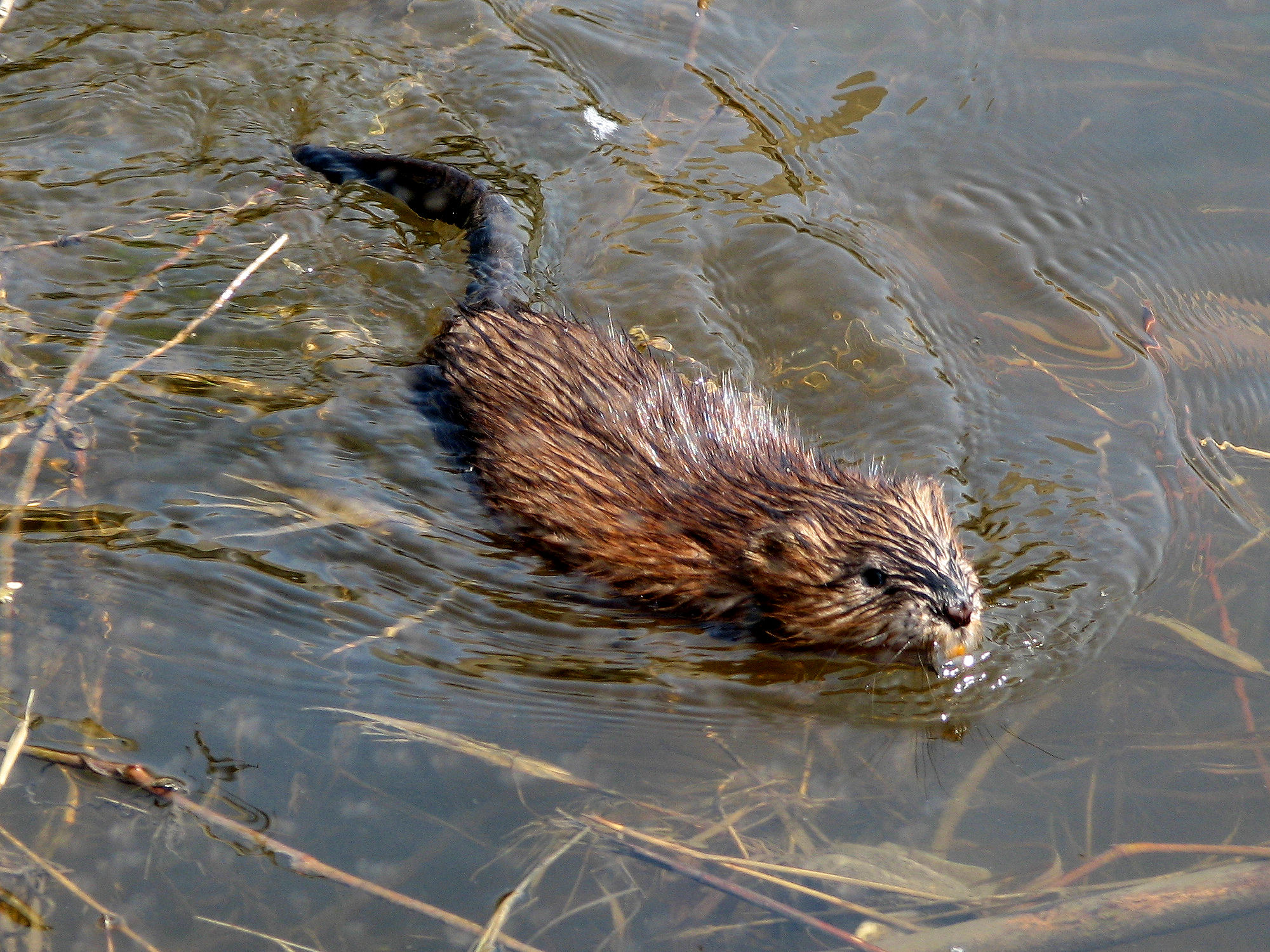
A muskrat swimming, Rideau River، أوتاوا